# Loipersdorf-Kitzladen
Loipersdorf-Kitzladen är en kommun i Österrike. Den ligger i distriktet Oberwart i förbundslandet Burgenland, i den östra delen av landet, 100 km söder om huvudstaden Wien. 
Kommunen består av två orter (Ortschaften) (inom parentes invånarantal 1 januari 2024):
- Kitzladen (319)
- Loipersdorf im Burgenland (1 049)